# Калиновка (Благовіщенський район)
Кали́новка (рос. Калиновка) — селище у складі Благовіщенського району Алтайського краю, Росія. Входить до складу Алексієвської сільської ради.

## Населення
Населення — 90 осіб (2010; 163 у 2002).
Національний склад (станом на 2002 рік):
- росіяни — 99 %